# Сказка о добром Умаре
Сказка о добром Умаре — советский чёрно-белый мультфильм 1938 года. Экранизация узбекской народной сказки. Лента находится в общественном достоянии, так как выпущена более 70 лет назад.

## Сюжет
Умар — маленький бедный мальчик, зарабатывающий на жизнь тем, что собирает и продаёт хворост богатому баю. Однажды собака украла еду́ у богача, и тот вознамерился её убить. Умар спас животное, отдав баю обратно только что заработанные деньги. Теперь пёс помогает Умару таскать хворост, но бай отказывается платить, предлагая за дрова лишь плошку плова. Мальчик делится им с собакой и кошкой, так у него появляется ещё один друг.
Умару является говорящая змея, которая оставляет ему за его доброту волшебный перстень: сто́ит его повернуть три раза и загадать желание, как оно исполнится. Первым делом мальчик желает чан плова, затем — богатую одежду и роскошный дворец. Бай в нерешительности заходит к нему в покои, извиняется и выведывает у простодушного мальчика секрет его волшебства, выманивает перстень. Новый хозяин волшебного кольца заключает Умара в темницу, а себе создаёт не менее роскошный дворец на острове.
К злодею пробираются Кошка и Пёс, решившие спасти своего доброго хозяина. Животные вытаскивают коробочку с перстнем из-под подушки бая, тот бросается за ними в погоню, но друзья успевают доставить кольцо Умару. Мальчик снова становится богат, а бай посрамлён.

## Создатели
- Сценарий: Л. Лесной
- Режиссёр: А. Евмененко
- Композитор: Ю. Никольский
- Художник-постановщик: Александра Снежко-Блоцкая[1]